# Pronome
Na linguística, os pronomes são um conjunto fechado de palavras de uma língua que podem substituir, modificar ou retomar substantivos variados ou frases derivadas deles, na formação de sentenças, tratando-se de um tipo particular de proforma. Há vários tipos de pronomes como o Pronome Interrogativo e Pronomes Indefinidos. Em geral, os empregos de cada pronome podem depender da natureza gramatical ou semântica do substantivo representado, de sua função gramatical na sentença, e das palavras próximas.  A associação (dêixis) entre o pronome e a entidade que ele representa é geralmente definida pelo contexto e pode mudar ao longo do discurso.
Na língua portuguesa, em particular, há algumas dezenas de pronomes, como "eu", "lhe", "que", "cujo" e "isto", que podem substituir substantivos ou frases preposicionais derivadas deles. Pronomes podem portanto ter as funções típicas de substantivos (sujeito, objeto e complemento), de adjetivos (modificadores de substantivos) e de advérbios (modificadores de verbos e adjetivos).  A escolha do pronome depende do número (singular ou plural) do substantivo representado e às vezes do seu gênero (masculino ou feminino); bem como de sua pessoa verbal (primeira, segunda, terceira) e sua função gramatical.
A classe dos pronomes é presente na maior parte das gramáticas das línguas portuguesa e indo-europeias desde pelo menos o século II AEC, quando apareceu no tratado grego A Arte da Gramática. No entanto, devido à grande heterogeneidade na classe, alguns autores preferem desmembrá-la em classes menores.

## Classes
Os pronomes do português são tradicionalmente divididos em seis classes: pessoais, possessivos, demonstrativos, indefinidos, interrogativos e relativos. O filólogo Marcos Bagno, por exemplo, classifica como índices pessoais os pronomes pessoais de primeira e segunda pessoa e os possessivos, cuja principal função é a dêitica, e como mostrativos os pessoais de terceira pessoa (não-pessoa), os demonstrativos e as demais classes, cuja principal função é retomada anafórica.

### Pessoais
Os pronomes pessoais indicam as pessoas do discurso, como índices do sujeito ou dos objetos de uma sentença.. Em português, eles são.
|                           | Primeira pessoa     | Primeira pessoa                                                | Segunda pessoa            | Segunda pessoa        | Terceira pessoa | Terceira pessoa      | Terceira pessoa         | Terceira pessoa      | Terceira pessoa         |
| Singular                  | Plural              | Singular                                                       | Plural                    | Reflexivo e recíproco | Masculino       | Masculino            | Feminino                | Feminino             |                         |
| Singular                  | Plural              | Singular                                                       | Plural                    | Reflexivo e recíproco | Singular        | Plural               | Singular                | Plural               |                         |
| ------------------------- | ------------------- | -------------------------------------------------------------- | ------------------------- | --------------------- | --------------- | -------------------- | ----------------------- | -------------------- | ----------------------- |
| Sujeito (Nominativo)      | eu                  | nós, a gente                                                   | tu, você                  | vós, vocês            | -               | ele                  | eles                    | ela                  | elas                    |
| Objeto direto (Acusativo) | me                  | nos                                                            | te, você                  | vos, vocês            | se              | o                    | os                      | a                    | as                      |
| Objeto indireto (Dativo)  | me, a mim, para mim | nos, a nós, para nós, à gente, para a gente                    | te, lhe, para ti, para si | vos, para vocês       | si              | lhe, a ele, para ele | lhes, a eles, para eles | lhe, a ela, para ela | lhes, a elas, para elas |
| Comitativo                | comigo              | conosco (português brasileiro) ou connosco (português europeu) | contigo, consigo          | convosco              | consigo         | com ele              | com eles                | com ela              | com elas                |

Em muitas línguas é comum haver duas classes de pronomes pessoais de segunda pessoa, para situações formais (que sugerem deferência) e situações informais (que sugerem intimidade). Esse fenômeno, conhecido como distinção T-V, opera também em algumas variantes do português, opondo os pronomes tu e você.
Algumas línguas ainda, como guarani, aimará e mandarim, distinguem duas classes de pronomes para a primeira pessoa do plural, de acordo com a inclusividade: um pronome que inclua o ouvinte (eu + tu + outro(s)) e um que o exclua (eu + outro(s), mas não tu).
Em resumo:
1. 1.ª pessoa - aquela que fala: locutor
2. 2.ª pessoa - aquela com quem se fala: locutário
3. 3.ª pessoa - aquele ou aquilo de quem ou de que se fala: assunto

### Possessivos
São aqueles que se referem às três pessoas do discurso, atribuindo-lhes a posse de alguma coisa. Flexionam-se em gênero e número, concordando com a coisa possuída, e em pessoa, concordando com o possuidor.
Quando o pronome possessivo faz referência a um substantivo já citado, atribuindo sua posse a um sujeito, ele tem função adjetiva ou de adjunto (ex: O meu casaco é melhor que o seu (casaco). Por outro lado, quando um pronome possessivo faz referência a um substantivo que não foi sequer enunciado, ele acaba cumprindo o papel desse substantivo ausente dentro da frase, e é portanto um pronome possessivo substantivo ou absoluto (ex: O meu é melhor que o seu).
|          | Pessoa | Singular | Singular | Plural | Plural |
| Masc.    | Pessoa | Fem.     | Masc.    | Fem.   |        |
| -------- | ------ | -------- | -------- | ------ | ------ |
| Singular | 1ª     | meu      | minha    | meus   | minhas |
| Singular | 2ª     | teu      | tua      | teus   | tuas   |
| Singular | 3ª     | seu      | sua      | seus   | suas   |
| Plural   | 1ª     | nosso    | nossa    | nossos | nossas |
| Plural   | 2ª     | vosso    | vossa    | vossos | vossas |
| Plural   | 3ª     | seu      | sua      | seus   | suas   |

O emprego dos pronomes possessivos seu, sua, seus, suas pode gerar ambiguidade na oração, uma vez que esses pronomes podem se referir tanto a 2ª. como a 3ª. pessoa. Um recurso para evitar isso é o emprego de dele, dela, deles, delas, que são grupos formados pela preposição de e pronomes pessoais de 3.ª pessoa.

### Demonstrativos
Demonstra a posição de um elemento em relação à pessoa do discurso no tempo, no espaço ou no próprio discurso.
| Pessoa | Exemplos                                  |
| ------ | ----------------------------------------- |
| 1ª     | este, esta, estes, estas, isto.           |
| 2ª     | esse, essa, esses, essas, isso.           |
| 3ª     | aquele, aquela, aqueles, aquelas, aquilo. |

| Masculino                          | Feminino                           | o, a, os, as antes de QUE podem ser demonstrativos quando puderem ser substituídos por aquele e flexões |
| ---------------------------------- | ---------------------------------- | --- |
| mesmo, mesmos                      | mesma, mesmas                      | o, a, os, as antes de QUE podem ser demonstrativos quando puderem ser substituídos por aquele e flexões |
| próprio, próprios                  | própria, próprias                  | o, a, os, as antes de QUE podem ser demonstrativos quando puderem ser substituídos por aquele e flexões |
| semelhante, semelhantes, tal, tais | semelhante, semelhantes, tal, tais | o, a, os, as antes de QUE podem ser demonstrativos quando puderem ser substituídos por aquele e flexões |

### Indefinidos
Pronomes indefinidos são aqueles que se referem à pessoa da frase em quantidade, indeterminada. Um pronome indefinido pode ser variável ou invariável. Conforme a função que desempenham, podem ser classificados de pronomes indefinidos substantivos — quando substituem nomes — ou de pronomes indefinidos adjetivos — quando estão antes de um nome, determinando-o.
| Exemplos                                                                  |
| ------------------------------------------------------------------------- |
| tudo, todo (toda, todos, todas),                                          |
| algo, alguém, algum (alguma, alguns, algumas)                             |
| um (uma, uns, umas)                                                       |
| nada, ninguém, nenhum (nenhuma, nenhuns, nenhumas),                       |
| certo (certa, certos, certas), qualquer (quaisquer), bastante (bastantes) |
| o mesmo (a mesma, os mesmos, as mesmas),                                  |
| outrem, outro (outra, outros, outras),                                    |
| cada, vários (várias), fulano, sicrano, beltrano.                         |

### Relativos
O pronome relativo é em geral um pronome de dêixis anafórica, ou seja, um pronome de retorno que retoma um termo citado anteriormente, chamado antecedente e substituem este termo na próxima oração. Evita a repetição, funcionando como um elemento de coesão textual. Afora isto, o pronome relativo pode apresentar dois diferentes papéis gramaticais, esse com dêixis anafórica, e ainda o de transpositor de oração. Iniciam orações subordinadas adjetivas restritivas ou explicativas.
Bloquearam a página para edição, a qual ficou incompleta. (pronome relativo a qual)
Ela me mostrou uma página de usuário que estava em branco! (pronome relativo que)
| Exemplos                                                            |
| ------------------------------------------------------------------- |
| Qual, o qual, a qual, os quais, as quais, cujo, cuja, cujos, cujas, |
| Que, quanto, quantos, quantas, quem, onde, como, quando.            |

A) Transpositor de Oração Pronome Relativo Que:
O transpositor pronome relativo que age fazendo a ligação de duas orações independentes uma da outra, e quando isto ocorre uma delas fará adjetivação se tornando adjunto adnominal daquilo apontado.
Eles são wikipedistas [que] trabalham em artigos novos.
Eles são wikipedistas + Os wikipedistas trabalham em artigos novos.
Nota: Que funciona como pronome relativo quando aponta para elementos citados, e é precedido de preposição.
Ele foi o wikipedista de quem mais se falou.

### Interrogativos
Os pronomes interrogativos são uma classe especial de pronomes indefinidos usadas para introduzir frases interrogativas.
Na verdade, não existem pronomes exclusivamente interrogativos. São os mesmos pronomes indefinidos, porém, serão interrogativos quando aparecerem em perguntas diretas ou indiretas.
| Exemplos                                                   |
| ---------------------------------------------------------- |
| que, quem, qual (quais), quanto (quanta, quantos, quantas) |

A forma 'o que' é uma forma enfática de 'que'

### Outras classificações
Pronomes podem também ser classificados em adjetivo ou adjunto, quando ele faz referência (através de concordância sintática) a um elemento que surge explícito na frase; e substantivo ou absoluto, quando ele substitui completamente o elemento referenciado.

## Pronomes em outros idiomas
- Nas línguas indo-europeias, os pronomes formam uma classe gramatical presente em todos os idiomas, embora com algumas variações.
- Nas línguas urálicas, não existem pronomes pessoais nem possessivos. Apenas a flexão do verbo é suficiente para determinar a pessoa e a posse é designada pelo caso genitivo, que assume uma forma diferente para cada pessoa.
- Em espanhol há um pronome de terceira pessoa para indicar o gênero neutro ("ello").
- Em latim não há pronome pessoal de terceira pessoa, sendo substituídos por pronomes demonstrativos.
- Em inglês, todos os pronomes são declinados em caso (nominativo, acusativo e possessivo). Os pronomes demonstrativos não se flexionam em gênero.
- Na maioria das línguas indo-europeias, assim como em japonês, pode existir mais de um pronome de segunda pessoa, chamados "pronomes de tratamento", dependendo do grau de proximidade e respeito a que se dedica ao interlocutor.
- No espanhol europeu, existem os pronomes "tú" e "usted" (singular), "vosotros" e "ustedes" (plural).
- Em inglês, o pronome "they" é de uso genérico, mas no passado, em ocasiões solenes, usavam-se os pronomes "thou" (singular) e "ye" (plural), com os respectivos oblíquos "thee" e "you" e possessivos "thy/thine" e "your/yours" e reflexivos "thyself" e "yourself".
- Em francês, são usados os pronomes "tu" e "vous".
- Em alemão, são usados os pronomes "du" e "Sie".
- Em japonês, os pronomes de primeira pessoa variam de acordo com o sexo do falante e com a circunstância em que é usado, além de os pronomes de tratamento serem diferentes inclusive para pessoas próximas (quando se dirige a pessoas próximas ou pessoas que requerem um grau de formalidade mais específico). O pronome "watashi" significa "eu" quando falado pela maioria das pessoas, "atashi" quando usado por uma mulher, enquanto "boku" significa "eu" da mesma forma, mas dito geralmente por jovens homens. Os pronomes "watashi" e "watakushi" são usados por ambos, em circunstâncias formais.
- Em alemão, o pronome pessoal "sie" (minúsculo, podendo ser maiúsculo, quando no início de frases) significa: "ela", "elas", "eles". Por sua vez, "Sie" (sempre maiúsculo) significa: "você", "vocês" (tratamento mais formal em Portugal) ou "o senhor", "a senhora", "os senhores", "as senhoras" (usados tanto em Portugal como no Brasil como tratamento formal).
- Em sueco há quatro gêneros de pronomes pessoais para a terceira pessoa no singular: masculino, feminino, comum e neutro. O gênero comum serve para designar animais e plantas, e o gênero neutro serve para designar objetos inanimados.
- Em basco há um pronome de segunda pessoa neutro ("zu") e um pronome de segunda pessoa não formal mas familiar ("hira").